# Vidéoformes

Logo de l'association.

Vidéoformes est un événement international ayant trait à l'art vidéo et aux cultures numériques dans l'art contemporain, organisé par l'association homonyme, à Clermont-Ferrand.

## Histoire
L'association Vidéoformes est fondée en 1984 à Clermont-Ferrand, en France. Elle organise annuellement le festival international homonyme, dont la première édition se tient en 1986. Le festival, qui présente l'actualité de la création numérique (installations, vidéos, performances, créations numériques pluridisciplinaires, et tables rondes sur des thématiques élargies aux industries créatives et aux évolutions sociétales liées au numérique), devient l'une des références dans le domaine en France et sur la scène internationale,.

## Partenariats
Le festival Vidéoformes est partenaire du projet Transit, qui vise à découvrir de jeunes artistes vidéo issus de dix grandes écoles d’art, et à les aider à la production et à la diffusion de leurs œuvres. Transit est basé à Osnabrück, en Allemagne.
Vidéoformes fait également partie du projet européen « Moving Stories », supporté par l'Union européenne, qui associait des festivals de vidéo de six pays (Belgique, Italie, Autriche, Allemagne, France et Pologne). Ce projet visait à coordonner la création et la projection d’œuvres vidéos de 6 artistes, entre 2009 et 2011,.

## Structure
Structure de diffusion et de production artistique dans le domaine de l'art vidéo et des arts numériques, l'association accueille chaque année des artistes en résidence, participe à des événements culturels nationaux et internationaux, propose une programmation de performances expérimentales pluridisciplinaires (Vidéobars), une revue numérique (Turbulences Vidéo), des actions d’éducation artistique et culturelle.
Vidéoformes est membre du Réseau des arts numériques.

### Vidéobars
Depuis 2008, les Vidéobars offrent à des artistes d'ici et d’ailleurs, avec une forte dominante régionale, un espace d’expérimentation et de rencontre avec le public qui peuvent allier l’art vidéo et d’autres disciplines artistiques (musique électronique, etc.).

### Turbulences Vidéo
Depuis 1993, Vidéoformes publie une revue trimestrielle qui traite de l’art actuel et des images en mouvement en général, de l'art vidéo et des cultures numériques en particulier : chroniques d’expositions, articles de fond, portraits d'artistes, etc. À partir du no 57, la revue est passée de l'édition papier à l'édition numérique et est disponible en téléchargement au format PDF. En 2014, Turbulences Vidéo crée sa propre plateforme web. En outre, la revue bénéficie du soutien du Ministère de la Culture / DRAC Auvergne-Rhône Alpes, de la ville de Clermont-Ferrand, de Clermont Communauté, du Conseil départemental du Puy-de-Dôme et du Conseil Régional Auvergne-Rhône Alpes.

### Vidéocollectifs
Le projet des Vidéocollectifs est créé en 1984 par Natan Karczmar, associant par exemple une station de radio et des cinéastes, sur le thème du regard sur les villes. Il donne lieu à des manifestations dans plusieurs villes dans le monde, et se déroule à plusieurs reprises à Clermont-Ferrand en collaboration avec Vidéoformes.